# Skladiště, montovna a servis továrny Aero
Skladiště, montovna a servis továrny Aero je bývalý průmyslový objekt v Praze 8 - Karlíně v ulici Šaldova.

## Historie
Továrna letadel Aero ve Vysočanech začala od roku 1928 vyrábět jako doplňkový program malé automobily, kterých v letech 1929–1934 vyrobila přes 4000. Pro servis těchto automobilů dala v letech 1933–1934 postavit podle projektu architektů Jindřicha Freiwalda a Jaroslava Böhma dvě obdobné budovy - jednu v areálu továrny ve Vysočanech a druhou v Karlíně v ulici Poděbradova (nynější Šaldova).
Budova v Karlíně je pětipodlažní, s administrativou, skladem náhradních dílů a autosalonem v přízemí. Dílenské místnosti osvětlovala pásová tovární okna, sociální buňky okna kruhová. Z fasády na jižní straně přesahovaly armované průvlaky pro případné prodloužení budovy, které byly využity při dostavbě.
Budova je po rekonstrukci a je využívána jako kanceláře.